# الخشابية
الخشابية هي إحدى قرى محافظة أبي عريش التابعة لمنطقة جازان الواقعة جنوب غرب السعودية.